# Sharon Angela
Sharon Angela ist eine US-amerikanische Schauspielerin, Drehbuchautorin und Filmregisseurin. Einem breiteren Publikum bekannt ist sie durch ihre Rolle als Rosalie Aprile in der Fernsehserie Die Sopranos.
Angela war auch in Kinofilmen wie Ghost Dog – Der Weg des Samurai (1999), Two Family House (2002), Confessions of a Dangerous Mime (2004) und Court Jesters (2005) zu sehen. Zu den Fernsehserien, in denen sie einen Gastauftritt hatte, zählen auch Law & Order und Criminal Intent – Verbrechen im Visier.
Sie war am Drehbuch zu dem Film The Collection (2005) beteiligt und Co-Regisseurin bei Made in Brooklyn (2006). Für das Videospiel Grand Theft Auto IV übernahm sie die Sprechrolle der Figur Angie Pegorino.

## Filmografie (Auswahl)
- 1993: Der flämische Meister (The Dutch Master)
- 1999–2007: Die Sopranos (The Sopranos) – Fernsehserie (38 Folgen)
- 2005: The Collection
- 2013: Broken City
- 2013: Empire State – Die Straßen von New York (Empire State)
- 2018: Cabaret Maxime
- 2023: Angespült – Ein Krabbenteuer (Under the Boardwalk) (Stimme)